# Pedro de Peñafiel
Pedro de Peñafiel (Peñafiel, ? - El Burgo de Osma, 12 de abril de 1246) fue un eclesiástico castellano, 
canónigo de la iglesia de Burgos y obispo de Osma desde 1240 hasta su muerte.

| Predecesor: Juan de Soria | Obispo de Osma 1240 - 1246 | Sucesor: Gil de Villasandino |